# Lorditomaeus similis
Lorditomaeus similis är en skalbaggsart som beskrevs av Bordat 1996. Lorditomaeus similis ingår i släktet Lorditomaeus och familjen Aphodiidae. Inga underarter finns listade i Catalogue of Life.